# Herchener Hof

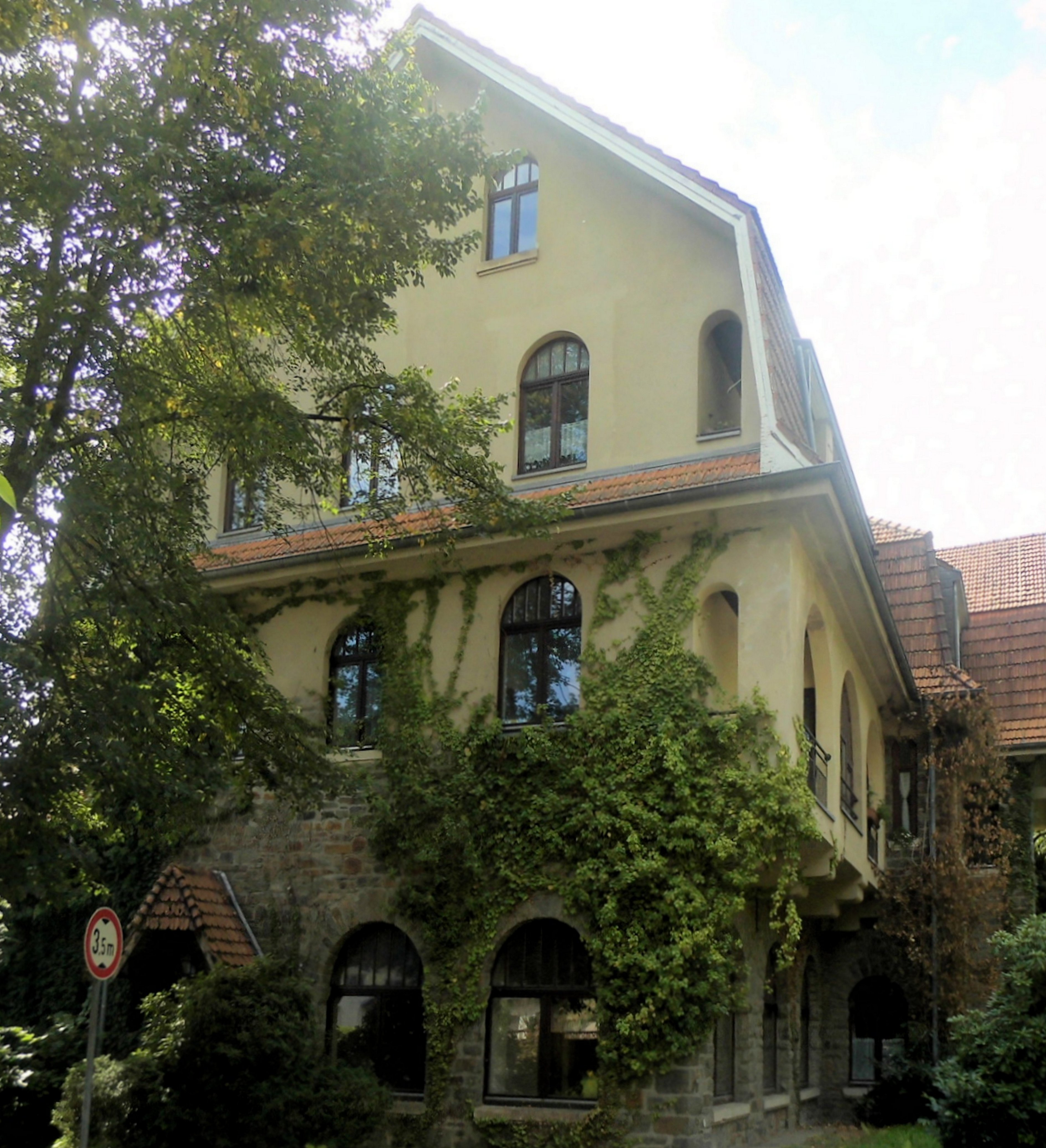
Herchener Hof (2020)

Der Herchener Hof steht in Herchen am Nordufer der Sieg und wird heute als Sozial- und Altenzentrum betrieben. Der ehemalige Hotelbau aus Grauwacke ist mit einem Mansarden-Walmdach versehen und steht unter Denkmalschutz.

## Hotelbetrieb
Bereits 1911 beantragte der damalige Grundstückseigentümer und Steinbruchbesitzer Hugo Röstel aus Herchen eine Konzession für eine Gast- und Schankwirtschaft. Danach wurde diese nochmals von dem Herchener Winand Ferbach beantragt. Erst 1912/13 wird dann vom Kölner Kaufmann Wilhelm Hahn über den Kölner Architekten K. Schauppmeyer das jetzige Gebäude errichtet. Die Konzession wurde 1914 an Röstel erteilt, der aber nur Verwalter für Hahn war. Letzterer schloss das Hotel bereits 1916 und verkauft das Gebäude am 22. August 1918 an Frau Helene Tillier, die gleichzeitig das Haus Roseneck betrieb. 1919 warb sie im Briefkopf Hotel Herchener Hof mit Landhaus Roseneck als neuzeitliche Erholungsstätte in schönster Lage des Siegtales. Bereits 1921 beantragte Hugo Becker aus Hüls die Übertragung der Konzession.

## Kinderheim der Stadt Neuss
Später wurde das Gebäude als Kinderheim der Stadt Neuss betrieben. Es trug damals den Namen Haus Sonnenschein. 1986/87 wurde das Kinderheim aufgegeben. Danach wurde die Anlage als Baudenkmal in die Denkmalliste der Gemeinde Windeck aufgenommen.

## Heutige Nutzung
Neben der Nutzung des Hauptgebäudes als Alten- und Pflegeheim die dazugehörende Remise ist an eine Privatperson vermietet. Der zum Anwesen gehörende Park wird als Herchener Kurpark genutzt.

## Quelle
- Jahrbuch des Rhein-Sieg-Kreises 1998, Dieter Spiegelhauer, Gaststätten – Tanz- und Festsäle – Dorfsäle – Bürgerhäuser (Teil 2): Berichte über die Denkmalpflege im Rhein-Sieg-Kreis, S. 11 ff., Rheinlandia-Verlag Siegburg, ISBN 3-931509-38-9

Koordinaten: 50° 46′ 47,6″ N, 7° 30′ 28,1″ O